# 磨子土家族乡
磨子土家族乡是中华人民共和国重庆市忠县下辖的一个民族乡。

## 行政区划
磨子土家族乡下辖以下村级行政区划单位：
中塘村、堰口村、石梯村、竹山村、小李村、白河村和万福村。